# David Martin (tenista)
David Martin (* 22. února 1981, Tulsa) je americký profesionální tenista. Ve své dosavadní kariéře na okruhu ATP World Tour vyhrál jeden turnaj ve čtyřhře.
Na žebříčku ATP byl nejvýše ve dvouhře klasifikován v lednu 2006 na 459. místě a ve čtyřhře pak v květnu 2008 na 38. místě. K roku 2011 jej trénoval Scot McCain.
V roce 1998 s krajanem K. J. Hippensteelem zvítězil ve čtyřhře juniorky US Open.
V únoru 2008 získal na okruhu ATP první titul ve čtyřhře, když spolu se Scottem Lipskym zdolali ve finále turnaje v San Jose první nasazený pár bratrů Boba a Mika Braynových.

## Finálové účasti na turnajích ATP World Tour
| Legenda (před/od 2009)                                               |
| Grand Slam (0–0)                                                     |
| Tennis Masters Cup / ATP World Tour Finals (0–0)                     |
| ATP Masters Series / ATP World Tour Masters 1000 (0–0)               |
| ATP International Series Gold / ATP World Tour 500 Series (0–0)      |
| ATP International Series (0–4 Č) / ATP World Tour 250 Series (1–1 Č) |

### Čtyřhra

#### Vítěz (1)
| Č. | Datum | Turnaj       | Povrch    | Spoluhráč    | Finalisté            | Výsledek |
| -- | ----- | ------------ | --------- | ------------ | -------------------- | -------- |
| 1. | 2008  | San Jose, CA | tvrdý (h) | Scott Lipsky | Bob Bryan Mike Bryan | 7–6, 7–5 |

#### Finalista (5)
| Č. | Datum | Turnaj       | Povrch | Spoluhráč    | Vítězové                        | Výsledek          |
| -- | ----- | ------------ | ------ | ------------ | ------------------------------- | ----------------- |
| 1. | 2007  | Los Angeles  | tvrdý  | Scott Lipsky | Bob Bryan Mike Bryan            | 7–65, 6–2         |
| 2. | 2008  | Monachium    | antuka | Scott Lipsky | Michael Berrer Rainer Schüttler | 5–7, 6–3, [8–10]  |
| 3. | 2008  | Indianapolis | tvrdý  | Scott Lipsky | Ashley Fisher Tripp Phillips    | 6–3, 3–6, [5–10]  |
| 4. | 2008  | Bangkok      | tvrdý  | Scott Lipsky | Lukáš Dlouhý Leander Paes       | 4–6, 6–74         |
| 5. | 2011  | Madras       | tvrdý  | Robin Haase  | Mahesh Bhupathi Leander Paes    | 2–6, 7–63, [7–10] |